# إعلان ماليه بشأن البعد البشري لتغير المناخ

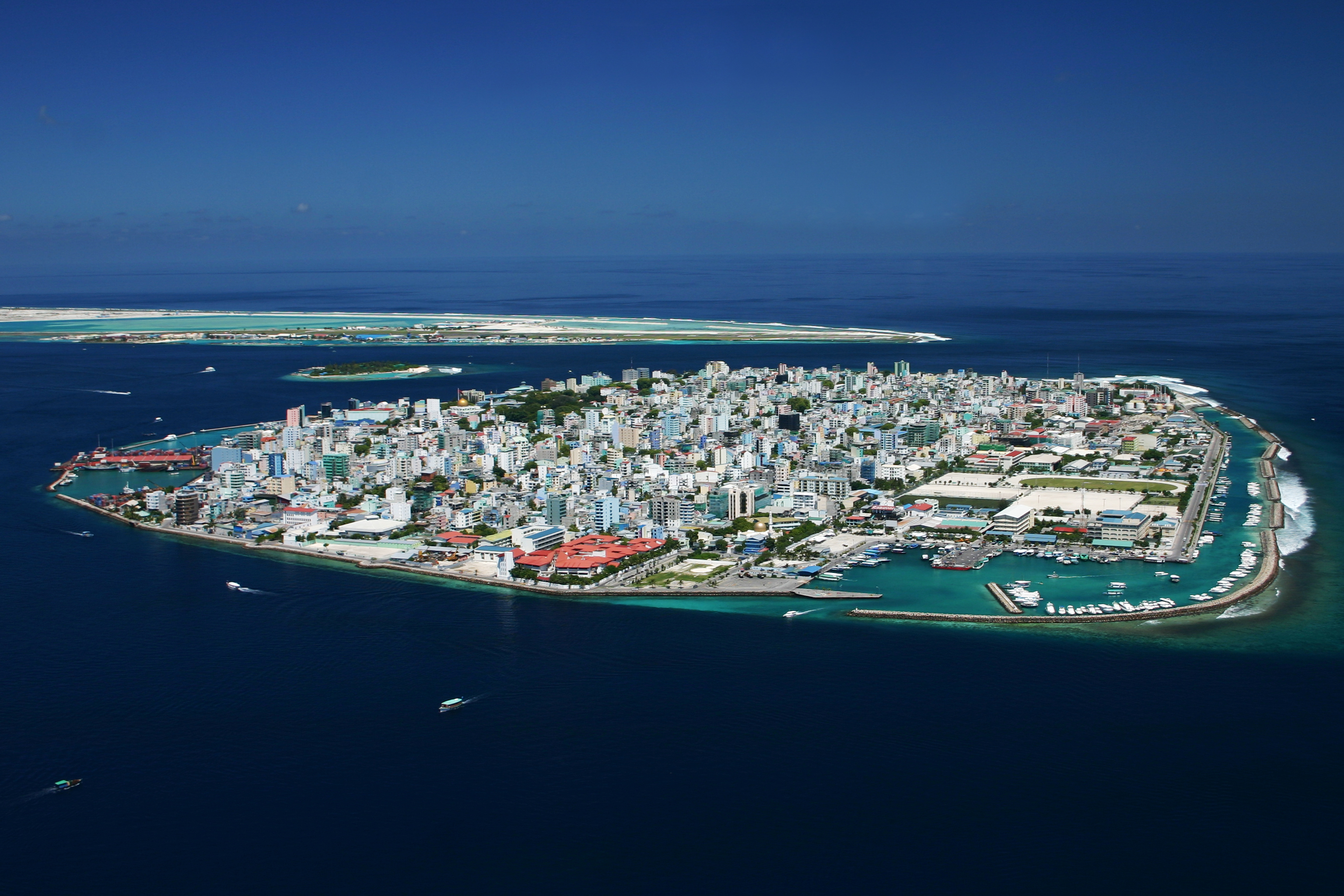
جزيرة ماليه ، جزر المالديف ، التي سمي الإعلان باسمها

إعلان ماليه بشأن البعد الإنساني لتغير المناخ العالمي هي معاهدة أو إعلان توصل إليه ممثلو العديد من الدول الجزرية الصغيرة النامية الذين اجتمعوا للتوقيع على الإعلان في نوفمبر 2007. وكان الهدف من الإعلان هو وضع إستراتيجية واضحة للربط بين تغير المناخ والإنسان. حقوق معا. كما سعى الإعلان إلى تغيير جدول أعمال حملة مكافحة تغير المناخ من التركيز فقط على الآثار البيئية لتغير المناخ إلى مراعاة آثار تغير المناخ على حقوق الإنسان. يوضح الإعلان أن الحق في بيئة صحية هو شرط أساسي لجميع حقوق الإنسان الأساسية الأخرى.

## التسمية
كانت البداية من جزر المالديف وهي إحدى الدول الموقعة على الإعلان والتي أعطت عاصمتها ماليه اسمها للوثيقة، بدأ تغير المناخ بالفعل في التأثير على حقوق الإنسان للسكان. وعلى هذا النحو، بدأت جزر المالديف والدول الجزرية الأخرى في بناء تحالف دولي يستخدم حقوق الإنسان كإطار لمكافحة تغير المناخ. نظم التحالف المعني اجتماعات حول موضوع الإعلان في جنيف ونيويورك وماليه.

## الأمم المتحدة
طالب الموقعون على الإعلان مجلس حقوق الإنسان التابع للأمم المتحدة بتركيز اهتمامه على آثار تغير المناخ وحقوق الإنسان. وردا على ذلك، نشر مكتب المفوض السامي لحقوق الإنسان الدراسة الأولى التي حددت طرقًا محددة يتدخل فيها تغير المناخ في التمتع الكامل بحقوق الإنسان، مؤكدة أن على الدول واجب العمل معًا لحماية حقوق الإنسان من تغير المناخ. على وجه التحديد، سلط التقرير الضوء على العديد من الحقوق الأساسية التي كانت في خطر، بما في ذلك الحق في الحياة والصحة ومستوى معيشي لائق وتقرير المصير.